# آلة العناق
آلة العناق والمعروفة أيضًا باسم صندوق العناق، أو آلة الضغط، أو صندوق الضغط، هي جهاز ضغط عميق مصمم لتهدئة الأشخاص الذين يعانون من الحساسية المفرطة، وعادة الأفراد الذين يعانون من اضطرابات طيف التوحد. قامت تمبل جراندين باختراع هذا الجهاز العلاجي لتخفيف التوتر حينما كانت طالبة في الكلية.
اضطرابات التوحد لها تأثيرات عميقة على كل من التفاعلات الاجتماعية والحساسية للتحفيز الحسي لدى الأشخاص الذين يعانون من مثل هذه الحالات، مما يجعل اللجوء إلى البشر الآخرين غير مريح أو غير عملي بالنسبة لهم. عالج تصميم جراندين لآلة العناق من أجل الراحة الحسية هذه المشكلة.

## الوصف
تتكون آلة العناق من لوحين جانبيين مفصليين، كل منهما بطول أربعة في ثلاثة أقدام (120 سم في 90 سم) مغطاة بحشوة ناعمة سميكة تشكل شكل V ، مع صندوق تحكم معقد في أحد طرفيها وأنابيب شديدة التحمل تؤدي إلى ضاغط هواء. يستلقي المستخدم أو يجلس القرفصاء بين الألواح الجانبية لفترة طويلة أو قصيرة حسب الرغبة. وباستخدام الضغط الذي يمارسه ضاغط الهواء الذي يتحكم فيه المستخدم تطلق الألواح الجانبية تحفيزًا عميقًا للضغط بالتساوي على الأجزاء الجانبية من الجسم. تم تصوير الآلة وتطورها في السيرة الذاتية لـ Temple Grandin .

## التاريخ

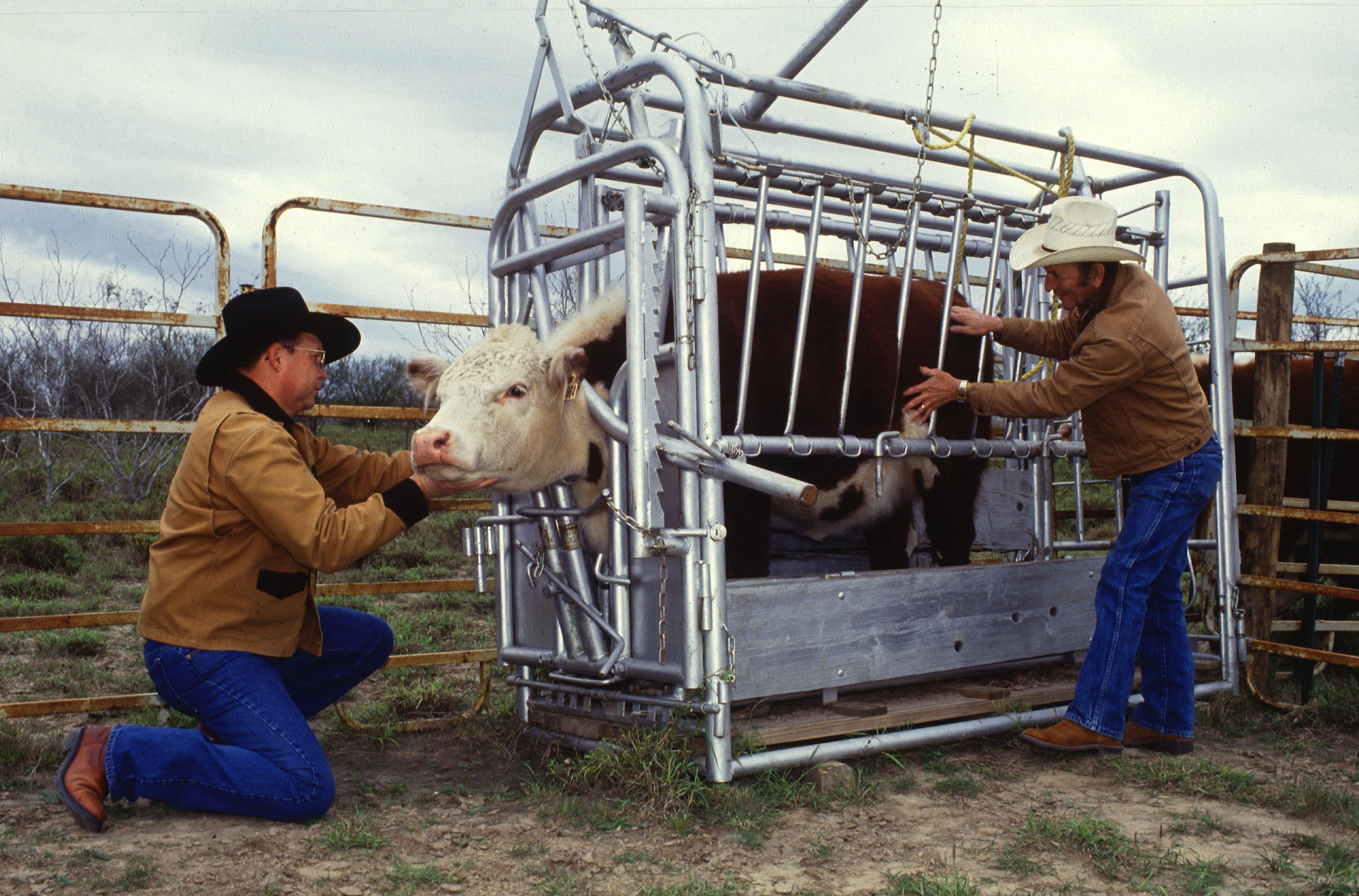
كانت حاويات ضغط الماشية ، مثل الموضحة في ا الصورة هنا ، مصدر إلهام جراندين لآلة العناق الخاصة بها.

عندما كانت غراندين طفلة صغيرة، أدركت أنها ستبحث عن تحفيز عميق يخلصها من الضغط، وكانت تشعر بالإثارة المفرطة عندما يعانقها أو يمسكها شخص ما. خطرت فكرة آلة العناق لغراندين خلال زيارة لها لمزرعة خالتها في أريزونا، حيث لاحظت كيف كانت الماشية محصورة في حاوية ضغط للتلقيح، وكيف أن بعض الماشية هدأت فورًا بعد الضغط عليها. أدركت أن الضغط العميق من المزلق له تأثير مهدئ على الماشية، وأحست أن شيئًا مشابهًا قد يهدئ من فرط الحساسية لديها.
قوبل جهاز غراندين بالرفض في البداية، حيث سعى علماء النفس في كليتها إلى مصادرة النموذج الأول لآلة العناق. ومع ذلك، فقد شجعها أستاذ العلوم على تحديد السبب الذي سيساعدها في حل مشاكل القلق والحواس.

## الفعالية
تستخدم العديد من برامج العلاج في الولايات المتحدة الآن آلات العناق، مما يحقق بفعالية تأثيرات مهدئة عامة بين الأطفال والبالغين المصابين بالتوحد. أجرى مركز دراسة التوحد، بالتعاون مع جامعة ويلاميت في سالم ، أوريغون دراسة عام 1995 حول فعالية جهاز جراندين، وشملت الدراسة عشرة أطفال مصابين بالتوحد ووجدت انخفاضًا في التوتر والقلق. وقد أسفرت دراسات أخرى من بينها دراسة أجرتها الدكتورة مارغريت كريدون، عن نتائج مماثلة. وأفادت دراسة تجريبية صغيرة نُشرت في المجلة الأمريكية للعلاج المهني أن الجهاز أنتج انخفاضًا كبيرًا في التوتر، ولكن فقط انخفاضًا طفيفًا في القلق.
واصلت جراندين استخدام صندوق العناق الخاص بها بشكل منتظم لتوفير الضغط العميق اللازم لتخفيف أعراض قلقها. حيث قالت غراندين في ورقة بحثية كتبتها عن آلة العناق الخاصة بها «أركز على كيفية القيام بذلك بشكل لطيف». ونشرت آثار التحفيز العميق للضغط في مجلة علم الأدوية النفسية للأطفال والمراهقين .:
في مقابلة مع مجلة تايم في فبراير 2010، صرحت غراندين بأنها لم تعد تستخدم آلة العناق وقالت: «لقد تعطلت آلة العناق خاصتي قبل عامين، ولم أتمكن من إصلاحها مطلقًا. أنا الآن أعانق الناس.» 

## كرسي الضغط أو الإحتضان
عملت الفنانة / المتدخلة الحضرية ويندي جاكوب مع جراندين لعدة سنوات في التسعينيات في تطوير الأثاث الذي يضغط أو «يحتضن» المستخدمين، المستوحى من آلة العناق الخاصة بجراندين.

## نظائر الحيوانات
تتوفر العديد من الملابس الضاغطة لعلاج رهاب الضوضاء عند الكلاب.

## وصلات خارجية
- صفحة الويب للدكتور تمبل جراندين: سلوك الثروة الحيوانية وتصميم المرافق والذبح الإنساني (Grandin.com)
- الوصف والتفاصيل التخطيطية لآلة الضغط (Grandin.com)
- إرشادات بناء آلة العناق